# When the Morning Comes (A Great Big World)
| Recensione | Giudizio |
| ---------- | -------- |
| AllMusic   |          |

When the Morning Comes è un album in studio del duo musicale statunitense A Great Big World, pubblicato nel 2015.
Alla realizzazione dell'album hanno collaborato vari musicisti e produttori, fra cui Dave Eggar, Derek Fuhrmann, Gregg Wattenberg, Greg Holden, Kevin Kadish, Josh Kear, Dan Romer e Mozella.
Il singolo Hold Each Other è stato pubblicato il 22 luglio, anticipando l'album, con la collaborazione del rapper Futuristic. La versione "non-rap" del brano è stata pubblicata il 24 luglio.

## Tracce
1. All I Want Is Love – 3:11 (Ian Axel, Greg Holden, Chad Vaccarino)
2. Kaleidoscope – 3:49 (Antonina Armato, I. Axel, Derek A.E. Fuhrmann, Tim James, C. Vaccarino, Gregg Wattenberg)
3. End of the World – 3:33 (I. Axel, Kevin Kadish)
4. Hold Each Other (feat. Futuristic) – 3:36 (I. Axel, Zachary Beck, Dan Romer, C. Vaccarino)
5. Oasis – 3:23 (I. Axel, Maureen McDonald, C. Vaccarino)
6. Come On – 3:27 (I. Axel, D. A.E. Fuhrmann, C. Vaccarino, G. Wattenberg)
7. Won't Stop Running – 3:46 (I. Axel, C. Vaccarino)
8. One Step Ahead – 4:12 (I. Axel, Josh Kear, C. Vaccarino)
9. The Future's Right in Front of Me – 3:27 (I. Axel, G. Holden, C. Vaccarino)
10. When the Morning Comes – 3:45 (I. Axel, G. Holden, C. Vaccarino)
11. Where Does the Time Go – 3:48 (I. Axel, J. Kear, C. Vaccarino)
12. Hold Each Other – 3:14 (I. Axel, D. Romer, C. Vaccarino)

## Classifiche
| Classifica    | Posizione migliore |
| ------------- | ------------------ |
| Billboard 200 | 75                 |